# Clomifeno
El citrato de clomifeno (CC) [1-p(β-dietelaminoetoxi) fenil-1,2-difenil-2-cloroetileno citrato], es un fármaco derivado del trifeniletileno, de la familia de los estilbenos, diseñado para inducir la ovulación en los tratamientos de fertilidad. 
Se trata de un medicamento barato y ha sido usado habitualmente hasta la incorporación de las gonadotropinas. Sin embargo, aún hoy se utiliza para inducir la ovulación en mucho casos. Existe un alto riesgo de embarazo múltiple, lo que supone un gran riesgo tanto para la madre como para los hijos.
Fue descrito por Robert B. Greenblatt en la década de los 60. Conocido inicialmente como el 'anti-estrógeno MRL-41', el CC se empleó durante mucho tiempo como la primera medida en el tratamiento de mujeres con ovulación irregular o ausente debida a una disfunción hipotalámico-hipofisiaria asociada a niveles basales normales de estradiol endógeno. El clomifeno contiene una mezcla desigual de sus dos sales de citrato, el enclomifeno y el zuclomifeno. Este último es el menos potente de los dos induciendo la ovulación, por lo que constituye el 38% del contenido total del fármaco. Además, tiene una mayor vida media, pudiendo ser detectado en el plasma sanguíneo hasta un mes después de su administración.

## Modo de acción
Éste actúa mediante la inducción de la liberación de la hormona folículoestimulante y la luteinizante (FSH y LH respectivamente), las cuales provocan la ovulación. Dicha inducción no es directa, sino que el citrato de clomifeno lo que hace es provocar que el organismo libere dos o tres veces más de la cantidad normal de estrógeno al bloquear los receptores hipotalámicos del estradiol, lo que provoca el bloqueo de la retroalimentación negativa del estradiol, y en consecuencia se activa la secreción de GnRH (aumentando la FSH y LH). Al encontrarse bloqueados, el estradiol no ejerce su función inhibidora y el hipotálamo sigue liberando GnRH.
Cuando se suprime el tratamiento se produce una disminución de gonadotropinas, hasta que el pico E2 endógeno provoca una nueva oleada de gonadotropinas que desencadenan la ovulación.

## Dosis
El citrato de clomifeno es absorbido rápidamente por vía oral. Se administra en dosis de entre 50-250 mg al día, durante cinco días, a partir del día primero de la regla. Se comienza con la dosis más pequeña y se va aumentando en 50 mg/día por ciclo, hasta conseguir una ovulación. El hecho de comenzar el tratamiento un día u otro determina en las pacientes que la consumen los resultados.
La ovulación se consigue en los días 16-17 del ciclo (se puede inducir la ovulación con gonadotropina croriónica humana con folículos de 18-20 mm).[cita requerida]

## Riesgos
El citrato de clomifeno es un fármaco seguro. En ocasiones, puede generar efectos secundarios menores como sofocos, náuseas, vómitos y mareos. Pero, en la mayoría de los casos, es tolerado por las pacientes. 
Sin embargo, este hecho ha favorecido su empleo imprudente en numerosas ocasiones, administrándose sin un adecuado control de los eventos del ciclo, lo cual ha dado lugar a gestaciones múltiples, como consecuencia de la inducción del desarrollo de varios folículos al mismo tiempo por la secreción continua de FSH. El riesgo de gestación múltiple es de entre 8 y 13%. Para evitarlo, es necesaria una continua monitorización del ciclo: seguimiento ecográfica del crecimiento folicular, medida de los niveles de estradiol; interrumpiéndose el ciclo de haber más de un folículo preovulatorio.